# 曼島地理

曼島是位於西歐大不列顛島和愛爾蘭島之間愛爾蘭海上的一個島嶼，島上有超過75,000名人口。曼島的面積是572平方公里，相當於三個華盛頓特區的大小，但比聖盧西亞略小。曼島海岸線長160公里。曼島屬於溫帶氣候，夏季氣候涼爽，冬季氣候也較為溫和。曼島的降水量比英國的平均降水量略高。